# 4399 Ashizuri
4399 Ashizuri eller 1984 UA är en asteroid i huvudbältet som upptäcktes den 21 oktober 1984 av den japanska astronomen Tsutomu Seki vid Geisei-observatoriet. Den är uppkallad efter en udde i Ashizuri-Uwakai nationalpark i japan.
Asteroiden har en diameter på ungefär 8 kilometer och den tillhör asteroidgruppen Eunomia.